# Humban-haltash II
Humban-haltash II est un roi de l'Élam qui régna entre 680 et 675 av. J.-C.
Probablement le fils de Humban-haltash Ier et cousin de Shilhak-Inshushinak II, il est connu seulement des chroniques babyloniennes. Au début de son règne, il essaye de maintenir des relations de bon voisinage avec l'Assyrie d'Assarhaddon. Lorsque le souverain du Pays de la Mer,  Nabuzerkitilishir, fils de Merodac-Baladan voit son siège d'Ur échouer en 679, il s'enfuit à Elam pour trouver refuge, mais y est tué. Apparemment, l'assassinat a eu lieu à la demande du roi assyrien Assarhaddon et le roi élamite y a consenti, ne voulant pas détériorer ses relations avec l'Assyrie.
Pour des raisons inconnues, selon la chronique babylonienne, en 675 Humban-haltash II organise un raid contre la ville assyrienne de Sippar. La ville n'était pas du tout prête au combat, et seulement quelques habitants téméraires réussirent à défendre le principal sanctuaire — le temple de Shamash Ebarr. Les Elamites emportèrent avec eux des statues des dieux d'autres temples, pillèrent leurs trésors et repartirent .
Le 31 août 675, le roi élamite décède de manière inattendue, «sans avoir donné des signes de maladie». Une autre version veut que ce soit son cousin Shilhak-Inshushinak II qui, ayant provoqué une guerre civile, aurait fini par l'assassiner.
Son frère Urtaki lui succède.